# Saint-Règle
Saint-Règle ist eine französische Gemeinde mit 626 Einwohnern (Stand: 1. Januar 2022) im Département Indre-et-Loire in der Region Centre-Val de Loire; sie gehört zum Arrondissement Loches und zum Kanton Amboise. 

## Geographie
Saint-Règle liegt etwa 27 Kilometer östlich von Tours am Fluss Amasse, in der Landschaft Touraine. Umgeben wird Saint-Règle von den Nachbargemeinden Chargé im Norden, Souvigny-de-Touraine im Osten und Südosten sowie Amboise im Süden und Westen.

## Bevölkerungsentwicklung
| Jahr                      | 1962 | 1968 | 1975 | 1982 | 1990 | 1999 | 2006 | 2013 |
| ------------------------- | ---- | ---- | ---- | ---- | ---- | ---- | ---- | ---- |
| Einwohner                 | 208  | 228  | 189  | 281  | 330  | 347  | 340  | 540  |
| Quelle: Cassini und INSEE |      |      |      |      |      |      |      |      |

## Sehenswürdigkeiten
- Kirche
- Schloss Arpentis